# Séries 3-4 (Genève)
Les séries 3 et 4 sont un type d'automotrice électrique pour tramway du tramway de Genève en Suisse construit par Duewag.

## Histoire

### Série 3
Ces 30 rames, à l'origine, ont été construites par Duewag, Vevey Technologies et Brown, Boveri & Cie et mises en service entre 1987 et 1989 afin de remplacer les vieillissantes « Normalisés », l'essai réalisé avec le prototype 741 s'étant avéré concluant. En 1995/1996, les rames 823, 824 et 827 à 830 sont transformées en Be 4/8 par ajout d'une caisse centrale,.
D'une longueur de 21,9 mètres et d'une largeur de 2,30 mètres, elles peuvent accueillir 178 personnes dont 137 debout et 41 assises. Non climatisées, elles sont à plancher bas aux deux premières portes et disposent d'une rampe pour l'accès aux personnes à mobilité réduite. Elles ont été intégralement révisées entre 2006 et 2009 et sont cantonnées à la ligne 12 du fait qu'elles sont unidirectionnelles.

### Série 4
Ces 22 rames sont issues pour partie de la transformation de rames Be 4/6 en 1995/1996 par l'ajout d'une caisse centrale, augmentant leur capacité,. En dehors de ce fait, elles sont identiques aux Be 4/6.
D'une longueur de 30,91 mètres et d'une largeur de 2,30 mètres, elles peuvent accueillir 265 personnes dont 200 debout et 65 assises. Non climatisées, elles ont une différence avec la DAV 03, elles n'ont pas de plancher bas pour l'accès aux personnes à mobilité réduite. Elles ont été intégralement révisées entre 2006 et 2009 et sont cantonnées à la ligne 12 du fait qu'elles sont unidirectionnelles, et toujours en unité multiple avec des Be 4/6 (DAV 03) et toujours en motrice 2.

## Caractéristiques

### Générales[5]
| Modèle                                     | Série 3             | Série 4               |
| ------------------------------------------ | ------------------- | --------------------- |
| Nombre construits (en service)             | 30 (24)             | 22                    |
| Constructeur                               |                     |                       |
| Écartement [mm]                            | métrique (1 000 mm) | métrique (1 000 mm)   |
| Nombre de caisses                          | 2                   | 3                     |
| Longueur hors-caisse / hors-tout [mm]      | 21 000 / 21 900     | 30 010 / 30 910       |
| Largeur hors-caisse [mm]                   | 2 300               | 2 300                 |
| Largeur hors-tout pantographe abaissé [mm] | 3 750               | 3 750                 |
| Entraxe bogies [mm]                        | 9 200 / 6 500       | 9 500 / 8 710 / 6 500 |
| Masse à vide [t]                           |                     |                       |
| Nombre de bogies moteurs+porteurs          | 2+1                 | 2+2                   |
| Disposition des essieux                    | B'2'B'              | B'2'2'B'              |
|                                            |                     |                       |

### Bogies[5]
| Modèle                             | Duewag                              | Vevey                               | ?                                   |
| Type                               | moteur                              | porteur                             | porteur                             |
| Général                            |                                     |                                     |                                     |
| Construction                       |                                     |                                     |                                     |
| Écartement                         | métrique (1 000 mm)                 | métrique (1 000 mm)                 | métrique (1 000 mm)                 |
| Pivotant (degré)                   | oui                                 | oui                                 | oui                                 |
| Essieux                            | Classiques                          | Classiques                          | Classiques                          |
| Empattement [mm]                   | 1 800                               | 1 200                               | 1 000                               |
| Diamètre roues neuves (usées) [mm] | 660                                 | 385                                 | 420                                 |
| Utilisation                        |                                     |                                     |                                     |
| Série                              | Séries 3 et 4                       | Séries 3 et 4                       | Série 4                             |
| Nombre dans le véhicule            | 2                                   | 1                                   | 1                                   |
| Disposition des essieux            | Série 3 : B'2'B' Série 4 : B'2'2'B' | Série 3 : B'2'B' Série 4 : B'2'2'B' | Série 3 : B'2'B' Série 4 : B'2'2'B' |
| Suspension                         |                                     |                                     |                                     |
| Roues élastiques                   |                                     |                                     |                                     |
| Suspension primaire                |                                     |                                     |                                     |
| Suspension secondaire              |                                     |                                     |                                     |
| Autres                             |                                     |                                     |                                     |
| Liaison caisse bogie               |                                     |                                     |                                     |
| Motorisation et freinage           |                                     |                                     |                                     |
| Type                               |                                     |                                     |                                     |
| Agencement                         |                                     |                                     |                                     |
| Équipement de freinage             |                                     |                                     |                                     |
|                                    |                                     |                                     |                                     |

### Aménagement
Les motrices des deux séries possèdent un plancher plat à 480 mm au dessus du rail à l'exception des espaces au dessus des bogies moteurs en extrémité de rame où le plancher est à 870 mm (avec deux marches entre les deux espaces). La série 4 possède quatre portes, la série 6 six portes, à raison de deux portes par caisse, toutes situées dans l'entraxe bogies. Les portes à fonctionnement électrique sont pliantes à deux vantaux couplés à un marche-pied permettant l'accès depuis l'extérieur par deux marches : marche-pied et marche intérieure.
En 2013 et 2014, les vingt-quatre motrices de la série 3 sont modifiées pour en faciliter l'accès aux personnes à mobilité réduite (PMR), le châssis au niveau des deux portes avant est modifié pour abaisser le plancher de 480 à 250 mm au dessus du rail (hauteur du marche-pied) supprimant la marche intérieure, mais ajoutant deux marches à l'intérieur, l'une avant la première porte pour accéder aux espaces au dessus des bogies moteurs (passant de deux à trois marches), l'autre après la seconde porte pour accéder au reste de la motrice dont le plancher est maintenu à 480 mm.